# 沙赫里薩布茲
沙赫里薩布茲（烏茲別克語： /、波斯語：‎），一译沙赫里夏勃兹，是烏茲別克的城鎮，旧称渴石、竭石、乞史、伽色尼城，由卡什卡達里亞州負責管轄，位於該國南部，距離撒馬爾罕80公里，始建於2,700年前左右，海拔高度622米，1991年人口約53,000。

## 历史
沙赫里薩布茲曾是中世纪西域古国史国（Kess）在国力强大之后的国都，史国早先的国都，不在竭石，而是在独莫水（卡什卡河）南十里。
沙赫里薩布茲后来是是帖木尔帝国缔造者帖木尔的诞生地，1380年，帖木尔将沙赫里薩布茲作为他夏日的居住地，并设为帖木尔帝国的陪都，建设新的宫殿。在沙赫里薩布茲，他还建立了一座白色的和清真寺，里面安葬他父亲塔剌海的遗体。他也为自己建造了一座清真寺；后来他的长子贾汉吉尔也安葬在里面。。
1500年至1920年，沙赫里薩布茲属于布哈拉汗国。

## 世界遗产
2000年其城區被列入世界文化遺產，面积240公顷，缓冲区面积82公顷。
该世界遗产被认为满足世界遺產登錄基準中的以下基準而予以登錄：
- （iii）呈现有关现存或者已经消失的文化传统、文明的独特或稀有之证据。
- （iv）关于呈现人类历史重要阶段的建筑类型，或者建筑及技术的组合，或者景观上的卓越典范。

## 延伸阅读
[在维基数据编辑]
 《欽定古今圖書集成·方輿彙編·邊裔典·渴石部》，出自陈梦雷《古今圖書集成》
 《欽定古今圖書集成·方輿彙編·邊裔典·伽色尼部》，出自陈梦雷《古今圖書集成》
 《明史卷三百三十二》，出自《明史》

## 外部連結
- History and monuments of Shahrisabz （页面存档备份，存于）
- Square Kufic decoration on Timur's Summer Palace （页面存档备份，存于）
- Square Kufic decoration on the Dar al-Siyadah Complex （页面存档备份，存于）
- Square Kufic decoration on the Dar al-Tilavah Complex （页面存档备份，存于）